# Ināra Mūrniece
Ināra Mūrniece (Riga, 1970. december 30. –) lett újságíró, politikus és a Saeima tagja. 2014-től 2022-ig a parlament elnöke, 2022 és 2023 között védelmi miniszter volt.

## Élete, munkássága
2007-ben a Közgazdaságtudományi és Kulturális Egyetemen, 2009-ben pedig a Lett Tudományegyetemen szerzett diplomát. Újságíróként dolgozott a Latvijas Avīze című lapnál, 2011 augusztusában otthagyta ezt a munkát.
2011-ben a 11. parlamenti választáson a Nemzeti Szövetség listájáról indult, és beválasztották a parlamentbe, ahol az Emberi Jogi és Közügyi Bizottság elnöke volt.
2014-ben is a parlament tagja lett, ekkor az elnöki tisztet látta el, és az elnöki posztot a parlament 12. ciklusa végéig megtartotta.
2018 őszén újra bekerült az ország elsőszámú döntéshozói közé, és zsinórban másodszor választották meg a parlament elnökévé Dagmāra Beitnere-Le Galla ellenében. A következő választásokon, 2022 októberében újra képviselő lett, beválasztották a 14. Saeima tagjává.
2022. december 14-től Lettország védelmi minisztere posztot töltött be Arturs Krišjānis Kariņš újonnan felállított második kormányában. Ezt a tisztséget 2023 szeptemberéig töltötte be.

## Magánélete
A férje Ritvars Jansons történész és politikus, aki a 12. és a 13. parlament tagja volt. Egy lányuk született. A férjétől 2015-ben vált el.

## Elismerései, díjai
- Bölcs Jaroszlav herceg 2. osztályú rendje (Ukrajna, 2022)

## Fordítás
- Ez a szócikk részben vagy egészben  az   Ināra Mūrniece című angol Wikipédia-szócikk ezen változatának fordításán alapul.  Az eredeti cikk szerkesztőit annak laptörténete sorolja fel. Ez a jelzés csupán a megfogalmazás eredetét és a szerzői jogokat jelzi, nem szolgál a cikkben szereplő információk forrásmegjelöléseként.